# (5960) Wakkanai
(5960) Wakkanai es un asteroide perteneciente al cinturón de asteroides, región del sistema solar que se encuentra entre las órbitas de Marte y Júpiter, descubierto el 21 de octubre de 1989 por Masaru Mukai y el también astrónomo Masanori Takeishi desde la Estación Kagoshima, Japón.

## Designación y nombre
Designado provisionalmente como 1989 US. Fue nombrado Wakkanai en homenaje a la ciudad de Wakkanai, situada en el extremo norte de Japón, es conocida por su industria marina, industria lechera e industria turística. El segundo descubridor vivió en Wakkanai durante cuatro años, y este nombre se propone como muestra de su agradecimiento a la gente de la ciudad.

## Características orbitales
Wakkanai está situado a una distancia media del Sol de 2,188 ua, pudiendo alejarse hasta 2,525 ua y acercarse hasta 1,852 ua. Su excentricidad es 0,153 y la inclinación orbital 4,318 grados. Emplea 1182,90 días en completar una órbita alrededor del Sol.

## Características físicas
La magnitud absoluta de Wakkanai es 13,8. Tiene 4,665 km de diámetro y su albedo se estima en 0,295. 